# 高橋美穂 (テコンドー)
髙橋 美穂（たかはし みほ、旧名：今野 美穂（こんの みほ）、1974年3月25日 - ）は、1992年バルセロナオリンピックテコンドー日本代表選手。2019年、一般社団法人全日本テコンドー協会理事・アスリート委員長を辞任。東京都生まれ。

## 来歴
秋田県のにかほ市立象潟小学校、にかほ市立象潟中学校卒業。
小学校時代から器械体操をしていたが、1989年にテコンドーを始める。
東京都立葛西南高等学校在学中、1992年バルセロナオリンピックの公開競技テコンドー競技（英語版）日本代表女子2名の一人としてライト級＝55–60kg級に出場。結果は初戦敗退。
高校卒業後は日本大学文理学部体育学科に進学し、1996年アトランタオリンピック出場を目指していたが、この大会では実施競技からテコンドーが外れる。
1993年11月13日、広島で行われた第13回テコンドー全日本選手権でテコンドー歴1年半の岡本依子（イーグル会）に決勝戦で3ラウンド5-7の判定で破れる。
1997年の大学卒業と共にテコンドーを引退し、指導者の道は選ばず、一般企業へ就職する。2007年に結婚し高橋美穂となる。
2015年、（2020年東京オリンピックの準備はもとより）2020年東京パラリンピックでもパラテコンドー競技の初採用が決定したことから、一般社団法人全日本テコンドー協会からの要請を受け、同協会の理事に就任。アスリート委員長も務める。
2019年10月8日、強化方針などを巡って、日本代表選手らと対立している全日本テコンドー協会の理事会が行われ、途中で退室した高橋が過呼吸で廊下で倒れ、救急搬送された。
同年10月25日、全日本テコンドー協会の組織体制の刷新を訴えて理事職を辞任した。